# تعلیق کفر
تعلیق کفر (انگلیسی: Suspension of Disbelief) فیلمی در ژانر هیجان‌انگیز به کارگردانی مایک فیگیس است که در سال ۲۰۱۲ منتشر شد.
این فیلم در ۷ نوامبر ۲۰۱۲ در جشنواره فیلم رم به نمایش گذاشته شد. همچنین در ۲۶ سپتامبر ۲۰۱۳ در جشنواره فیلم بین‌المللی ریو دو ژانیرو شرکت کرد. این فیلم در انگلستان در تاریخ ۱۹ ژوئیه ۲۰۱۳ منتشر شد.

## بازیگران
- امیلیا فاکس
- ایئوین مک‌کین
- ربکا نایت
- فرانس دو لا تور
- جولیان سندز
- کنت کرانام
- لاته فربیک
- سباستیان کخ